# Marsac (Creuse)
Marsac település Franciaországban, Creuse megyében. Lakosainak száma 642 fő (2022. január 1.). Marsac Le Grand-Bourg, Arrènes, Bénévent-l’Abbaye, Mourioux-Vieilleville és Fursac községekkel határos.

## Népesség
A település népességének változása:
| Lakosok száma | 854  | 766  | 781  | 719  | 677  | 673  | 676  | 652  | 640  | 642  |
|               | 1968 | 1982 | 1990 | 2006 | 2013 | 2015 | 2017 | 2019 | 2020 | 2022 |